# Égouttoir

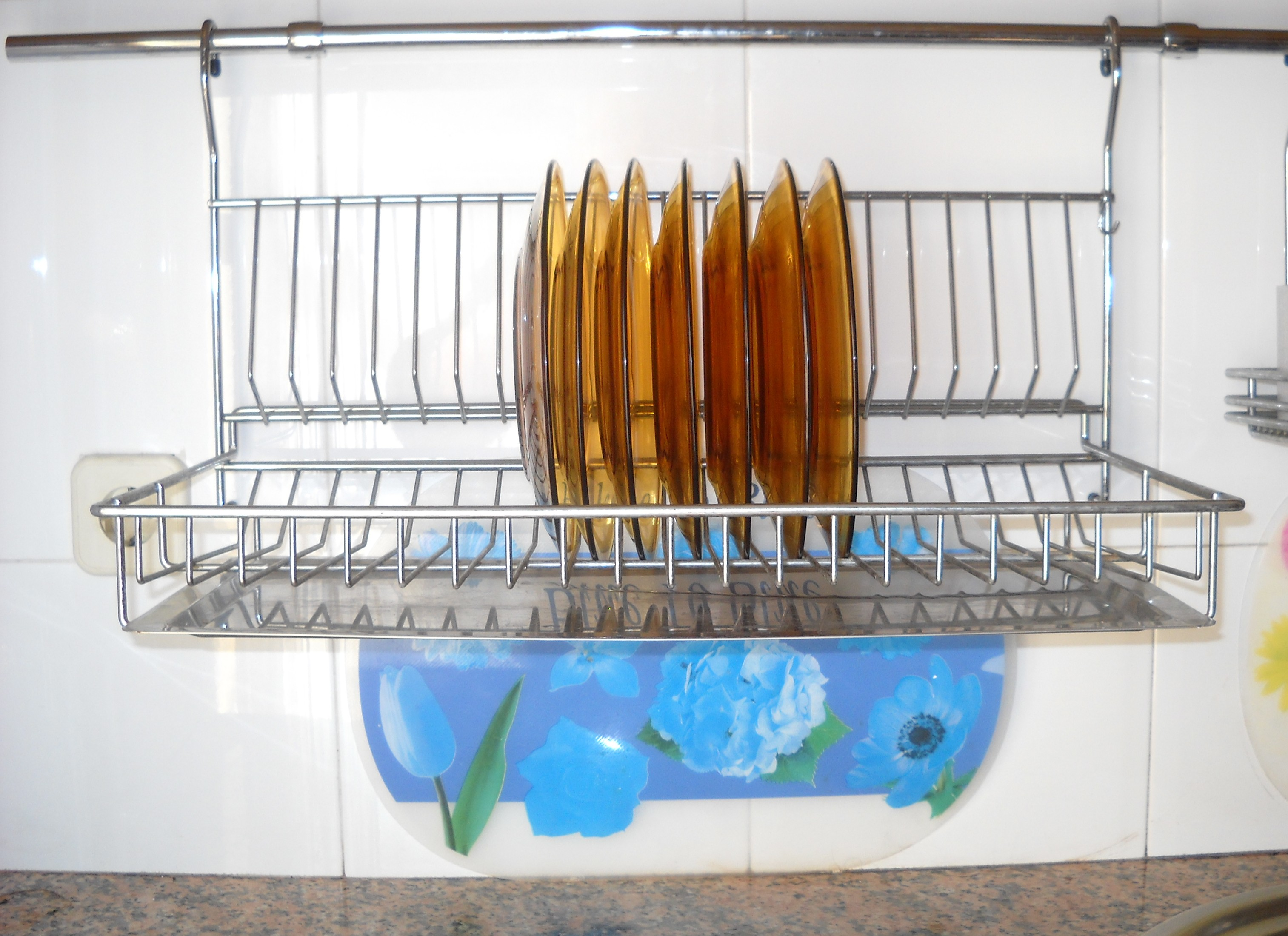

L'égouttoir est un ustensile de cuisine qui sert à égoutter. Il en existe différentes sortes pour des usages divers. Ils font partie de la batterie de cuisine.

## Étymologie
On trouve le mot « égouttoir » dès 1564, il vient de l'action d'égoutter, débarrasser une chose de l'eau qu'elle contient.

## Les différents égouttoirs
- égouttoir (ou plaque de cuisine) qui s'accroche au mur et auquel on suspend la louche, l'écumoire, la cuillère à jus, la fourchette à viande. C'est une plaque métallique, (généralement en fer blanc, aluminium ou cuivre comme les ustensiles que l'on y accroche) munie d'une rigole pour recueillir les liquides ;

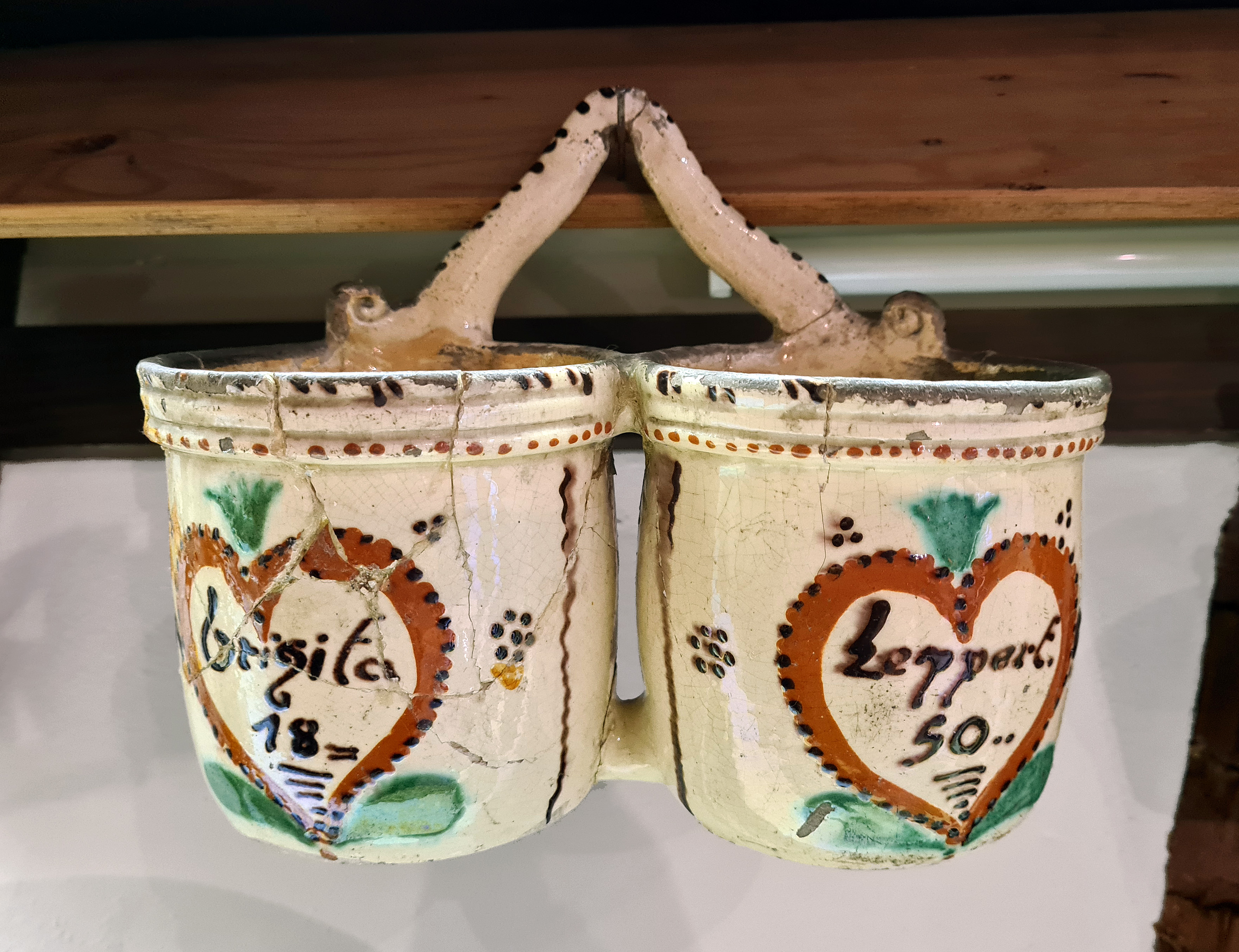
Égouttoir à cuillers en céramique vernissée (Diemeringen, 1850).

- égouttoir à vaisselle, le plus souvent en plastique depuis le XXe siècle, sur lequel on pose la vaisselle que l'on vient de laver et rincer pour qu'elle s'égoutte avant d’être essuyée. Le plateau joint à la cuve de l’évier pour permettre l’égouttage des objets se nomme la paillasse.
- égouttoir à fromages sur lequel on pose les moules en osier, fer-blanc ou porcelaine ou le caillé dans une étamine ; ce peut être une faisselle.
- égouttoir à bouteilles, simple planche munie de trous pour poser les bouteilles renversées ou hérisson à bouteilles (parfois appelé if), pilier vertical muni de chevilles sur lesquelles on enfile les bouteilles[2] ; ce hérisson peut être simplement nommé porte-bouteille, comme l’œuvre de Marcel Duchamp présentée en 1914.
- égouttoir à légumes, percé de trous servant à filtrer l'eau après le lavage des légumes ; il est généralement appelé passoire.